# Peyzieux-sur-Saône
Peyzieux-sur-Saône är en kommun i departementet Ain i regionen Auvergne-Rhône-Alpes i östra Frankrike. Kommunen ligger  i kantonen Thoissey som ligger i arrondissementet Bourg-en-Bresse. Kommunens areal är 8,66 km². År 2022 hade Peyzieux-sur-Saône 656 invånare.

## Befolkningsutveckling
Antalet invånare i kommunen Peyzieux-sur-Saône
Referens: INSEE